# ラドミル・エリシュカ
ラドミル・エリシュカ（Radomil Eliška、1931年4月6日 - 2019年9月1日）は、チェコ出身の指揮者である。

## 略歴
チェコの北東部ズデーテン地方に生まれ、8歳からヴァイオリンを習い始める。ブルノ音楽大学でヤナーチェクの高弟ブルジェティスラフ・バカラに師事する。大学卒業後はチェコの交響楽団や同地の軍楽隊などを指揮しながら研鑽を積む。
1968年にカルロヴィ・ヴァリ交響楽団の首席指揮者を選ぶためのコンクールに参加、優勝し、1969年から首席指揮者兼音楽監督を務めた。この間、チェコ・フィルハーモニー管弦楽団、プラハ交響楽団などにも客演し、プラハの春音楽祭にもたびたび出演している。1989年のビロード革命ののち、チェコ国内のオーケストラでチェコ人のシェフが解任されるという事態の中で、1990年にカルロヴィ・ヴァリ交響楽団のポストを辞した。
1978年からプラハ芸術アカデミーで指揮法の教鞭を執り、1996年から2008年まで指揮科教授を務めた。また、プラハ芸術アカデミーではヤクブ・フルシャに指揮を教えた。2001年から2013年までチェコ・ドヴォルザーク協会会長を務めた。東西冷戦時代に西側で活動できなかったことが一因となり、奇抜さや器用さが評価される現代の風潮とは対照的に、良い意味で素朴で古いタイプの指揮者で、本場の一番正統的な音楽解釈を身に付けていた。活動がチェコ国内中心であったために、日本では最近までその名を知られていなかった。2004年初来日、以後日本において活発な指揮活動を行った（次項のとおり）。
2019年9月1日、死去。享年88。

## 日本での指揮活動
2004年に初来日し、東京フィルハーモニー交響楽団（2010年にも客演）と名古屋フィルハーモニー交響楽団を指揮している。2006年に札幌交響楽団、大阪センチュリー交響楽団、2008年に東京都交響楽団、大阪フィルハーモニー交響楽団（同オケには2011年、2013年、2015年、2017年にも客演）、2009年にNHK交響楽団（2012年にも客演）、九州交響楽団（2011年にも客演）、2013年に東京佼成ウインドオーケストラ、2014年に東京音楽大学フェスティバル・オーケストラ、読売日本交響楽団、2016年に京都市交響楽団を指揮する等、積極的に日本のオーケストラと共演し、「遅れてきた巨匠」として熱い注目を集めた。
「2009年 心に残ったN響コンサート コンサート編」では、「わが祖国」全曲のプログラムで第1位に選出された。2012年、NHK交響楽団定期演奏会に再登場、ドヴォルザーク、ヤナーチェクなどを指揮。

2008年4月から札幌交響楽団首席客演指揮者（2015年から名誉指揮者）。同楽団とドヴォルザーク、ヤナーチェク、ブラームス、チャイコフスキーのチクルスに取り組み、数多くの録音を残した。2016年、2017年、同楽団と東京公演を行い成功を収める。
大阪フィルハーモニー交響楽団とも共演を重ね、ドヴォルザークの「スターバト・マーテル」を録音。
健康上の理由から、2017年10月の札幌交響楽団、大阪フィルハーモニー交響楽団への出演を最後の来日公演とすることが発表された。
2017年10月、大阪フィルハーモニー交響楽団とはオール・ドヴォルザーク・プログラム（本公演は文化庁芸術祭優秀賞を受賞）、札幌交響楽団とは2006年初共演で話題を呼んだリムスキー＝コルサコフのシェエラードに曲目を変更したプログラムで、惜しまれつつ最後の来日公演を終えた。
ラドミル・エリシュカと札幌交響楽団は、2006年の初共演で相思相愛に陥り奇跡の名演奏を繰り広げ偉大な足跡を記したとして、2017年度第30回ミュージック・ペンクラブ音楽賞特別賞を受賞した。。
2018年4月、プラハのドヴォルザーク記念館で開催された講演会で、自らの日本における指揮活動などについて語った。
生誕90年となる2021年4月に、母国チェコのラジオ・チャンネルD-durが、特集番組「ラドミル・エリシュカ―札幌の指揮者の伝説」を放送した。
生誕90年、札幌交響楽団創立60周年となる2021年10月に彫刻家の遠藤丈太がエリシュカの首像を製作し札幌交響楽団に寄贈した。また12月にはBlu-ray Disc「ザ・フェアウェエルコンサート・イン・札幌」がリリースされた。

## ディスコグラフィ
- ドヴォルザーク：交響曲第6番、ヤナーチェク：狂詩曲「タラス・ブーリバ」（札幌交響楽団）（2008年録音）
- ドヴォルザーク：交響曲第7番、ヤナーチェク：組曲「利口な女狐の物語」（札幌交響楽団）（2009年録音）
- スメタナ：連作交響詩「わが祖国」（全曲）（札幌交響楽団）（2009年録音）
- ドヴォルザーク：交響曲第5番、ヤナーチェク：シンフォニエッタ（札幌交響楽団）（2010年録音）
- ドヴォルザーク：交響曲第9番「新世界より」、交響詩「野鳩」（札幌交響楽団）（2012年録音）
- ドヴォルザーク：交響曲第8番、交響詩「水の精」、序曲「自然の王国で」（札幌交響楽団）（2013年録音）
- ドヴォルザーク：交響曲第9番「新世界より」、ヤナーチェク：シンフォニエッタ、序曲「謝肉祭」(ドヴォルザーク)（東京佼成ウインドオーケストラ）（2013年録音）
- ブラームス:交響曲第3番、ドヴォルザーク:チェロ協奏曲（独奏：石川祐支）（札幌交響楽団）(2013年録音）
- チャイコフスキー:交響曲第6番「悲愴」、ヴォジーシェク:交響曲ニ長調（札幌交響楽団）（2014年録音）
- ブラームス:交響曲第2番、モーツァルト：交響曲第38番、ウェーバー：歌劇「魔弾の射手」序曲（札幌交響楽団）(2014年録音）
- ブラームス:交響曲第4番、ベートーヴェン：交響曲第4番（札幌交響楽団）(2015年録音）
- ドヴォルザーク：スターバト・マーテル（大阪フィルハーモニー交響楽団）(2015年録音)
- チャイコフスキー：交響曲第4番、ドヴォルザーク：弦楽セレナーデ（札幌交響楽団）(2016年録音)
- チャイコフスキー：交響曲第5番、ドヴォルザーク：スケルツォ・カプリチオーソ 、スメタナ：交響詩「ワレンシュタインの陣営」（札幌交響楽団）(2016年録音)
- ブラームス:交響曲第1番、シューベルト：交響曲第5番、メンデルスゾーン：序曲「フィンガルの洞窟」（札幌交響楽団）（2017年録音）
- ブラームス:交響曲全集（第1番・第2番・第3番・第4番）（札幌交響楽団）（2013～17年録音）
- リムスキー＝コルサコフ：交響組曲「シェエラザード」、スメタナ:歌劇「売られた花嫁」序曲、ドヴォルザーク：チェコ組曲 他（札幌交響楽団）（2017年録音）
- 「ザ・フェアウェエルコンサート・イン・札幌」（Blu-ray Disc）（札幌交響楽団）（2017年、最後の来日公演）